# جيل فيليبس
جيل فيليبس (بالإنجليزية: Jill Phillips)‏ هي مغنية وملحنة ومغنية مؤلفة أمريكية، ولدت في 15 فبراير 1977 في تشيسابيك في الولايات المتحدة.

## وصلات خارجية
- جيل فيليبس على موقع ميوزك برينز (الإنجليزية)
- جيل فيليبس على موقع ديسكوغز (الإنجليزية)